# Uors
Uors (deutsch und bis 1943 offiziell Furth) ist eine Ortschaft und eine ehemalige politische Gemeinde in der 2013 gebildeten Gemeinde Lumnezia im bündnerischen Lugnez. Sie bildete 1963 bis 2001 mit Peiden die Gemeinde Uors-Peiden und war 2002 bis 2012 Teil der Gemeinde Suraua.

## Geographie
Über der Schlucht von Val Mulin gelegen, wo sich der Glogn (auf Deutsch: Glenner) und der Valserrhein vereinigen, liegt der Ort an einer Nahtstelle der Verbindungswege zwischen dem Oberlugnez, dem Talzentrum Vella und dem südlich gelegenen Valsertal. Alte Wegverbindungen führen taleinwärts über Surcasti nach Vrin Richtung Greina oder zu Fuss durch ein geologisch unstabiles Rutschgebiet nach Degen.

## Geschichte
Eine frühe Besiedlung belegen Funde aus der späten Bronzezeit und Reste einer späteisenzeitlichen Siedlung im Nachbarort Surcasti. Erstmals erwähnt wird Uors in karolingischer Zeit im Reichsurbar von 831 als villa Vorce und tritt 1290/98 als Furze beziehungsweise 1325 als Vurz auf, was die ab 1376 erstmals als Furt bezeugte, bis 1943 offizielle deutsche Ortsbezeichnung Furth ergab. Die heutige Namensform Uors ist eine Weiterentwicklung der spätmittelalterlichen Lautung Vurz. Der Ortsname geht auf lateinisch bǐfurcus «gegabelt» zurück und bezieht sich auf die Gabelung der beiden Täler Lugnez (Talfluss Glenner) und Valsertal (Talfluss Valserrhein).

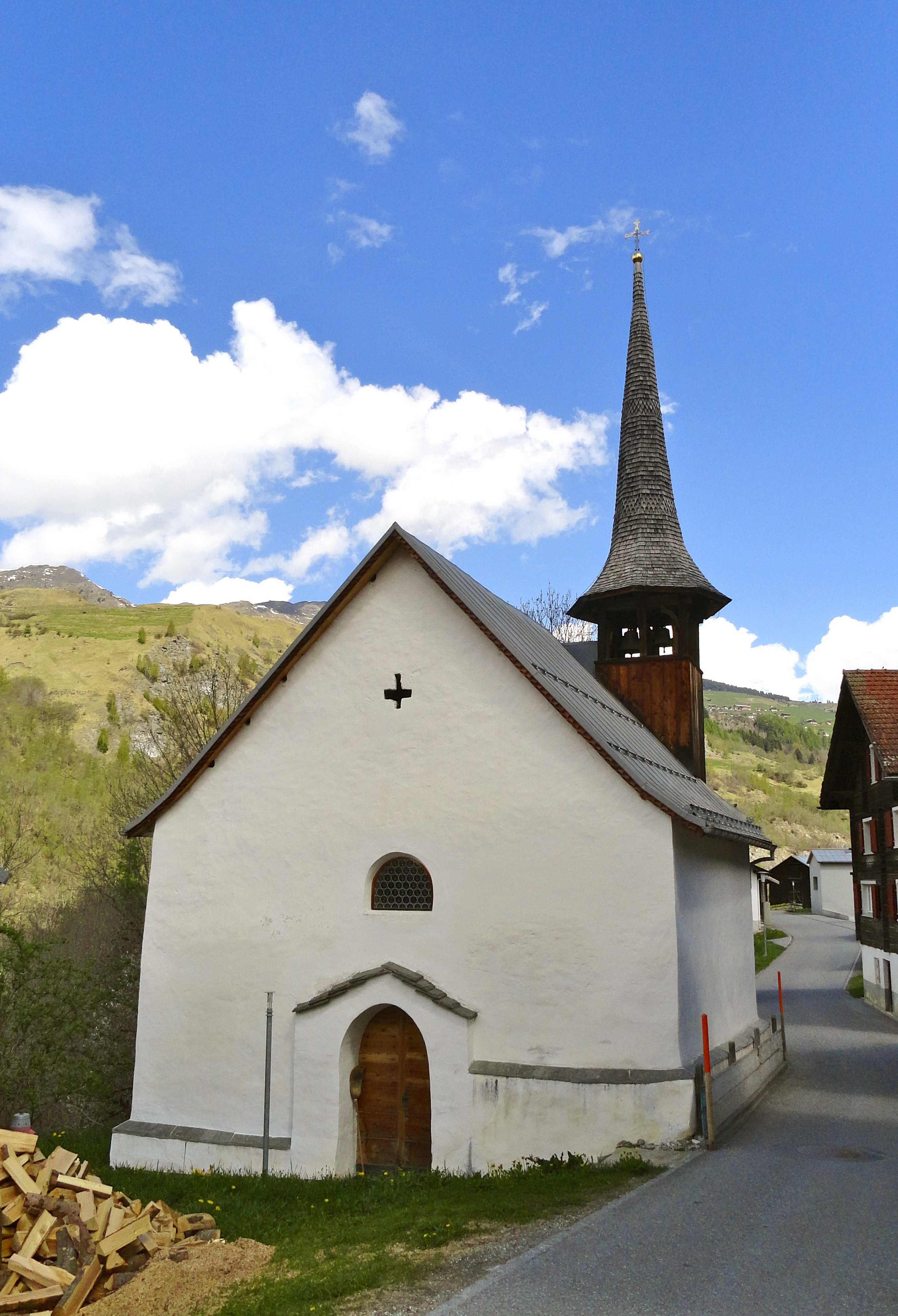
Kapelle St. Karl Borromeo

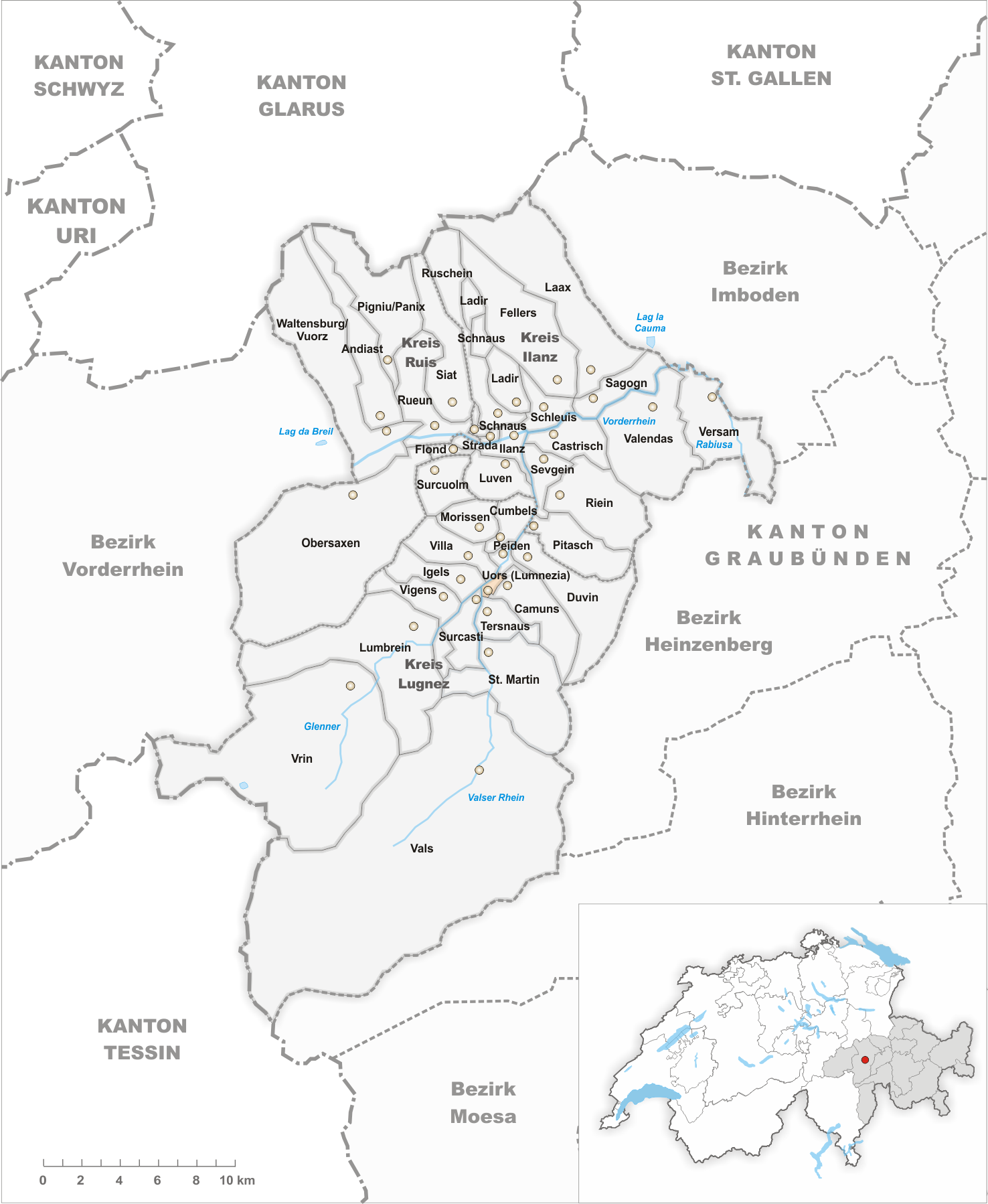
Gemeindestand vor der Fusion am 1. Januar 1963

Luftbild aus 4000 m von Walter Mittelholzer von 1919. Uors-Peiden befindet sich Mitte rechts

Im Mittelalter stand Uors als Lehen des Bistums Chur bis 1371 unter der Vogtei der Feudalherren von Belmont und ab 1390 der Sax-Misox. 1538 fand der Auskauf der Hoheitsrechte statt. Uors bildete bis 1851 eine Nachbarschaft mit Tersnaus und Duvin, danach eine eigene politische Gemeinde. Nachbargemeinden waren Camuns, Tersnaus, Surcasti, Degen, Vella und Peiden. Von 1963 bis 2001 bildete es zusammen mit Peiden die Gemeinde Uors-Peiden. Ab 2002 gehörte Uors zur neu gebildeten, nur zehn Jahre lang existierenden Gemeinde Suraua, bis diese Anfang 2013 in der neu gegründeten Gemeinde Lumnezia aufging. Kirchlich gehörte der Ort zuerst zur Pfarrkirche St. Vinzenz in Pleif, ab 1528 zu derjenigen von Surcasti. Uors war bis ins späte 20. Jahrhundert im Turnus Landsgemeindeort des Kreises Lumnezia/Lugnez.
Zu Uors gehörten bis 1903 die Siedlungen Crestas  und Caglia  (beide abgegangen) sowie Runs  auf der Siedlungsterrasse von Camuns. Die alpine Landwirtschaft prägt den Alltag und die Siedlungsstruktur weitgehend bis heute. 1965 wurde eine landwirtschaftliche Gütermelioration durchgeführt mit dem Ziel, den bäuerlichen Erwerb der Ortschaften zu erhalten. 1970 entstanden in Uors ein Primarschul- und ein Kulturzentrum für die Ortschaften Uors, Peiden, Camuns, Tersnaus und Surcasti; das Primarschulzentrum existierte bis 2008. Der stete Ausbau der Glennerstrasse verbesserte im 20. Jahrhundert die Verkehrslage und die Anbindung an das Regionalzentrum Ilanz.
→ siehe auch Abschnitt Geschichte im Artikel Lumnezia

## Bevölkerung
| Bevölkerungsentwicklung | Bevölkerungsentwicklung | Bevölkerungsentwicklung | Bevölkerungsentwicklung | Bevölkerungsentwicklung |
| ----------------------- | ----------------------- | ----------------------- | ----------------------- | ----------------------- |
| Jahr                    | 1850                    | 1900                    | 1950                    | 1960                    |
| Einwohner               | 156                     | 104                     | 88                      | 91                      |

## Struktur
Die Bevölkerung verminderte sich seit dem 19. Jahrhundert durch Abwanderung und infolge weiterer struktureller Einflüsse, vorab in der alpinen Berglandwirtschaft. Auch die Erwerbsstruktur wandelte im Laufe der Zeit stark. Waren 1960 noch rund ein Drittel der Bewohner in der Landwirtschaft und im Gewerbe tätig, gibt es heute nur noch wenige solche Betriebe. Eine Existenz bieten alternativ der Tourismus, das Gewerbe und die Bauwirtschaft mit dem Zweitwohnungsbau, der allerdings stark eingeschränkt ist.
1968 entstand in Uors ein Primarschul- und ein Kulturzentrum für die Nachbarschaften im Unterlugnez: Peiden, Camuns, Tersnaus und dem Nachbarort Surcasti. Das Primarschulzentrum existierte bis 2008 und wird heute wegen der veränderten Bevölkerungsstruktur auch andersartig genutzt. Seit 2013 liegt das Verwaltungszentrum von Uors auf der gegenüber liegenden Lugnezer Talseite in Vella in der fusionierten Talgemeinde Lumnezia.

## Sehenswürdigkeiten
In Uors steht die Kapelle St. Karl Borromeo aus dem 17. Jahrhundert. Eine schmale Hängebrücke für Wanderer führt über Runs und Caglia über die Val Tersnaus.